# Pont-la-Ville (Haute-Marne)
Pont-la-Ville település Franciaországban, Haute-Marne megyében. Lakosainak száma 108 fő (2022. január 1.). Pont-la-Ville Châteauvillain, Cirfontaines-en-Azois, Laferté-sur-Aube, Orges és Silvarouvres községekkel határos.

## Népesség
A település népességének változása:
| Lakosok száma | 215  | 185  | 168  | 147  | 147  | 144  | 120  | 105  | 101  | 108  |
|               | 1968 | 1982 | 1990 | 2006 | 2013 | 2015 | 2017 | 2019 | 2020 | 2022 |